# Transfinitní rekurze
Transfinitní rekurze je matematický pojem z oboru teorie množin, který zobecňuje běžně používaný pojem rekurze z přirozených čísel na všechna ordinální čísla.

## Motivace
Na množině přirozených čísel existuje řada funkcí, které jsou definovány „rekurzivně“, tj. hodnota pro další číslo v pořadí závisí na hodnotách pro předcházející (menší) přirozená čísla.
Příklady jsou:
- faktoriál, kde {\displaystyle f(1)=1\,\!} a {\displaystyle f(n+1)=(n+1).f(n)\,\!}
- Fibonacciho čísla, kde {\displaystyle f(1)=1,f(2)=1,f(n+2)=f(n+1)+f(n)\,\!}

To, že definováním podobného předpisu jsme opravdu získali jednoznačně určenou funkci na celé množině přirozených čísel, zaručuje věta o rekurzi, která se dokazuje pomocí principu matematické indukce.
Tento princip lze rozšířit pomocí transfinitní indukce z množiny přirozených čísel na celou třídu {\displaystyle \mathbb {O} n\,\!} všech ordinálních čísel - získáváme tím princip transfinitní rekurze, který zjednodušeně řečeno zaručuje jednoznačnost funkce, která je pro každé ordinální číslo definována pomocí hodnot pro menší ordinální čísla.

## Věty o transfinitní rekurzi

### Základní varianta
Předpokládejme, že {\displaystyle G\,\!} je třídové zobrazení, které každé množině {\displaystyle x\,\!} přiřazuje množinu {\displaystyle G(x)\,\!}. Pak existuje právě jedno třídové zobrazení {\displaystyle F\,\!} na třídě {\displaystyle \mathbb {O} n\,\!} všech ordinálních čísel takové, že 

{\displaystyle (\forall \alpha \in \mathbb {O} n)(F(\alpha )=G(F|\alpha ))\,\!}
{\displaystyle F|\alpha \,\!} v předchozí větě znamená zúžení zobrazení {\displaystyle F\,\!} na množinu {\displaystyle \alpha \,\!}
Pro pochopení této věty je důležité si uvědomit, že pro ordinální čísla platí {\displaystyle \alpha <\beta \Leftrightarrow \alpha \in \beta \,\!} a zápis

{\displaystyle F(\alpha )=G(F|\alpha )\,\!}

neříká tedy nic jiného než:

hodnota {\displaystyle F\,\!} pro {\displaystyle \alpha \,\!} závisí (pomocí předpisu {\displaystyle G\,\!}) na hodnotách {\displaystyle F\,\!} pro menší ordinální čísla než {\displaystyle \alpha \,\!}.

### Oddělení předpisu pro limitní ordinály
Běžnější (a přehlednější) verzí věty o transfinitní rekurzi je případ, kdy pro izolované ordinály závisí hodnota pouze na jeho předchůdci, zatímco pro limitní ordinály je předpis definován jiným způsobem:
Je-li dána množina {\displaystyle x\,\!} a dvě třídová zobrazení {\displaystyle G,H\,\!} definovaná pro každou množinu, pak existuje právě jedno třídové zobrazení {\displaystyle F\,\!} na třídě {\displaystyle \mathbb {O} n\,\!} všech ordinálních čísel takové, že 

- {\displaystyle F(0)=x\,\!}
- {\displaystyle F(\alpha +1)=G(F(\alpha ))\,\!}
- {\displaystyle F(\alpha )=H(F|\alpha )\,\!} pro limitní ordinál {\displaystyle \alpha \,\!}

To už je podobnější běžné (finitní) rekurzi na přirozených číslech. Důvod, proč se zde vyskytuje třetí předpis, je ten, že limitní ordinály (například {\displaystyle \omega \,\!}) nemají přímého předchůdce - hodnotu je tedy pro ně nutné rekurzivně definovat z hodnot nějaké množiny menších ordinálů.

## Příklady

### Rekurzivně definované třídové zobrazení
Zobecněním funkce faktoriál podle druhé verze věty o transfinitní rekurzi z předchozího odstavce získáváme:

- {\displaystyle F(0)=1\,\!}
- {\displaystyle F(\alpha +1)=F(\alpha ).(\alpha +1)\,\!}
- {\displaystyle F(\alpha )=sup\{F(\beta ):\beta <\alpha \}\,\!} pro limitní {\displaystyle \alpha \,\!}

Jaké vlastnosti má takto definovaná funkce?
- Pro konečné ordinály (tj. přirozená čísla) se taková funkce shoduje s „normálním“ faktoriálem.
- Pro množinu všech přirozených čísel je {\displaystyle F(\omega )=sup\{F(\beta ):\beta <\omega \}=\omega \,\!}
- {\displaystyle F(\omega +1)=F(\omega ).(\omega +1)=\omega ^{2}+\omega \,\!}
- {\displaystyle \dots \,\!}

### Důkaz pomocí transfinitní rekurze
Dalším příkladem využití transfinitní rekurze je důkaz, že z axiomu výběru vyplývá princip dobrého uspořádání:
Aby bylo možné nějakou množinu {\displaystyle X\,\!} dobře uspořádat, je třeba na ní vzájemně jednoznačně zobrazit nějaké ordinální číslo. Dobré uspořádání tohoto ordinálního čísla se pomocí této funkce přenese i na původní množinu. Označme toto číslo {\displaystyle \alpha \,\!} a hledané zobrazení {\displaystyle f\,\!}.

Podle axiomu výběru lze z každé podmnožiny {\displaystyle Y\subseteq X\,\!} vybrat jeden její prvek {\displaystyle y\in Y\,\!} - označme {\displaystyle g\,\!} toto výběrové zobrazení, které je vlastně selektor na potenční množině {\displaystyle \mathbb {P} (X)\,\!}.

Třídové zobrazení {\displaystyle F\,\!} zkonstruuji rekurzí pomocí selektoru {\displaystyle g\,\!} ({\displaystyle Rng\,\!} je zde použito pro obor hodnot):
- {\displaystyle F(\emptyset )=g(X)\,\!}
- je-li {\displaystyle X-Rng(F|\beta )\neq \emptyset \,\!}, pak {\displaystyle F(\beta )=g(X-Rng(F|\beta ))\,\!}
- je-li {\displaystyle X-Rng(F|\beta )=\emptyset \,\!}, pak {\displaystyle F(\beta )=\emptyset \,\!}

Je-li {\displaystyle \alpha \,\!} nejmenší ordinální číslo, pro které platí {\displaystyle F(\alpha )=\emptyset \,\!}, pak {\displaystyle f=F|\alpha \,\!} je hledané prosté zobrazení {\displaystyle \alpha \,\!} na {\displaystyle X\,\!}. (Existenci takto definovaného F pak zaručuje právě věta o transfinitní rekurzi).